# Vlatka Planina
Vlatka Planina (Zagreb, 1984.) hrvatska je književnica. Piše poeziju, te prozu za mlade i odrasle. Članica je Društva hrvatskih književnika (DHK) i Hrvatskog društva književnika za djecu i mlade (HDKDM).

## Životopis
Rođena je 1984. godine u Zagrebu, gdje je završila Gornjogradsku gimnaziju, a zatim diplomirala anglistiku i komparativnu književnost na Filozofskom fakultetu Sveučilišta u Zagrebu.
2006. još kao studentica sudjeluje i nastupa na Književnim večerima Studenskog centra, a od 2010. redovito objavljuje zbirke poezije i romane. Njezini su tekstovi, poezija, proza i intervjui prisutni u nizu hrvatskih književnih časopisa i internetskih portala (Nema, Republika, Vijenac, Kvaka, Zvona i nari, Kritična masa i dr.). 
Od 2016. do 2019. pisala je književnu kolumnu za časopis Kvaka, a jedna od kolumna uvrštena je u čitanku iz hrvatskog jezika Biram knjigu 1 za prvi razred srednjih strukovnih škola u izdanju Alfe d.d.
Godine 2020. i 2021. o njezinu književnom radu emitirane su reportaže u emisiji Tura kulture na Mreži TV.
Od 2024. redovito surađuje s časopisom Vijenac.
Godine 2024. predstavljala je Hrvatsku na Danu europskih autora, međunarodnoj manifestaciji u organizaciji Europske komisije i programa Kreativna Europa. 
U ožujku 2025. sudjelovala je u programu Predstavljamo mlade članove DHK, koji se održavao povodom 125. obljetnice DHK-a.
U lipnju 2025. gostovala je u emisiji Tražili ste, poslušajte na Trećem programu hrvatskog radija.
Živi i djeluje u Zagrebu.

## Književni rad
Planina je autorica šest zbirki poezije na hrvatskom jeziku, jedne elektroničke zbirke poezije na engleskom jeziku, bajkovito-fantastične trilogije romana za mlade, te dvaju romana za mlade s elementima spekulativne fikcije.
Za roman Wend dobila je 2018. godine nagradu Artefakt za najbolji fantastični roman za djecu.
U ljeto 2025. izlazi njezin prvi roman za odrasle Miriamin vrt.

## Vanjske poveznice
- Profil autorice na stranicama Društva hrvatskih književnika
- Profil autorice na stranicama Hrvatskog društva književnika za djecu i mlade